# بوهيموند الأول
بوهيموند الأول (بالفرنسية: Bohémond de Tarente) (كالابريا، إيطاليا، حوالى 1058 - انطاكية، 3 مارس 1111).
أمير تارانتو ثم أنطاكية بعد مشاركته في الحملة الصليبية الأولى عام 1096 واستيلائه على أنطاكية. (كان الأمير أسامة بن منقذ (1095-1188م) يسميه في كتابه الاعتبار ميمونًا، انظر ص.137 ط. المكتب الإسلامي)[بحاجة لمصدر]

## نشأته
ولد عام 1058 في جنوب إيطاليا كأكبر أولاد الدوق روبرت جيسكارد دوق كالابريا شارك مع والده في حروبه ضد الإمبراطورية البيزنطية بين عامي 1080 و1085. بعد وفاة والده في 17 يوليو 1085 تقاسم مع أخيه ممتلكات والده فحاز بوهيموند الأراضي الأدرياتيكية التي كسبها والده خلال حربه مع البيزنطيين، بينما حكم أخوه روجر الجزء الإيطالي من ممتلكات والده. وسرعان ما فقد بوهيموند ممتلكاته من البيزنطيين فرجع إلى إيطاليا وتنازع مع أخيه، فتدخل البابا أوربانوس الثاني ومنح بوهيموند إمارة تارانتو.

## مشاركته في الحملة الصليبية على الشام
في 1096 حينما مر الصليبيون تحت قيادة كونت نورمنديا انضم إليهم بوهيموند إلى أن اجتمعت القوات الصليبية بكاملها في القسطنطينية، واشترك معهم في القتال حتى استيلائهم على أنطاكية بعد أن حاصروها تسعة أشهر، وأصبح بوهيموند حاكما لها.